# 628
628 (DCXXVIII) fue un año bisiesto comenzado en viernes del calendario juliano, en vigor en aquella fecha.

## Acontecimientos
- 25 de febrero: en la actual Irán, Cosroes II, el último gran sha del Imperio sasánida, es derrocado por su hijo Kavad II.[1]
- En Siria se desata una epidemia de peste.
- En Arabia, Mahoma enuncia los principios de la fe islámica.
- En la Hispania visigoda, la zona suroriental de la península ibérica, dominada por los bizantinos, se integra en el estado visigodo tras la expulsión de las tropas del Imperio del Oriente.
- Los mexicas fundan la ciudad de Culiacán.

## Fallecimientos
- Teodolinda, reina de los lombardos (n. c. 570).